# Tibionema
Tibionema là một chi bọ cánh cứng trong họ 
Elateridae.
Chi này được miêu tả khoa học năm 1851 bởi Solier.

## Các loài
Các loài trong chi này gồm:
- Tibionema abdominalis Guerin, 1838
- Tibionema rufiventris Solier, 1851